# Anthony Cozens
Anthony Cozens (Regno Unito, 1977) è un attore britannico, attivo principalmente nel panorama televisivo.
Di discendenze scozzesi, cockney, britanniche, irlandesi, statunitensi medioccidentali e australiane, Cozens si esprime correttamente in tutti e sei gli accenti. Si è diplomato alla Oxford School of Drama ed è anche un esperto calciatore.

## Filmografia

### Cinema
- Sherlock Holmes ed il caso della calza di seta (Sherlock Holmes and the Case of the Silk Stocking), regia di Simon Cellan Jones - film TV (2004)
- Maial College 2 (Van Wilder 2: The Rise of Taj), regia di Mort Nathan (2006)
- Speechless, regia di James Cooper - cortometraggio (2007)
- The Gathering, regia di James Cooper - cortometraggio (2010)
- The Last Temptation of William Shaw, regia di Alois Di Leo e Mat Rawlins - cortometraggio (2011)
- Robot Luv, regia di David Nguyen - cortometraggio (2013)
- Dementamania, regia di Kit Ryan (2013)

### Televisione
- Casualty – serie TV, episodi 18x10-28x47 (2003-2014)
- Metropolitan Police (The Bill) – serie TV, episodi 19x14-23x21 (2003-2007)
- The Crouches – serie TV, episodio 2x01 (2005)
- Bleak House – serie TV, 4 episodi (2005)
- The Afternoon Play – serie TV, episodio 5x03 (2007)
- Holby City – serie TV, episodio 12x46 (2010)
- Waking the Dead – serie TV, episodio 9x07 (2011)
- Sherlock – serie TV, episodio 2x01 (2012)
- Doctors – serial TV, 5 puntate (2013-2023)
- Houdini, regia di Uli Edel – miniserie TV (2014)
- Doctor Who – serie TV, episodio 9x13 (2015)
- The Last Kingdom – serie TV, 4 episodi (2017-2020)
- Pennyworth – serie TV, episodio 1x03 (2019)
- Gentleman Jack - Nessuna mi ha mai detto di no (Gentleman Jack) – serie TV, episodi 1x05-2x05 (2019-2022)
- Testimoni silenziosi (Silent Witness) – serie TV, episodio 27x08 (2024)
- Shardlake, regia di Justin Chadwick – miniserie TV, puntata 4 (2024)
- Hotel Portofino – serie TV, episodi 3x07-3x08 (2024)